# José María Casullo
José María Casullo (* in Villa Crespo, Buenos Aires) ist ein ehemaliger argentinischer Fußballtrainer und -spieler, der während seiner aktiven Karriere auf der Position des Stürmers zum Einsatz kam. Seine größten Erfolge als Trainer feierte er mit dem Club León, mit dem er zweimal in Folge die mexikanische Meisterschaft gewann.

## Biografie
Während seiner nur fünf Jahre währenden Spielerlaufbahn von 1931 bis 1936 stand Casullo ausschließlich bei seinem Heimatverein Club Atlético Atlanta unter Vertrag. Sein Debüt gab er am 4. Juni 1931 in einem Erstligaspiel gegen Atlantas Erzrivalen Chacarita Juniors. Bereits in der elften Minute gelang ihm ein Treffer, der zugleich das erste Tor des Club Atlético Atlanta im bezahlten Fußball war.
Drei Jahre nach seinem Rückzug als Spieler wurde Casullo 1939 von den Verantwortlichen des Club Atlético Atlanta das Amt des Cheftrainers anvertraut, das er bis 1946 ausgeübt hat. Im selben Jahr wechselte er nach Mexiko, um den Club León zu betreuen, mit dem er 1946/47 auf Anhieb Vizemeister wurde und in den beiden folgenden Spielzeiten den Meistertitel gewann.
1951 unterschrieb er beim Club Deportivo Guadalajara, bei dem er mehr als vier Jahre tätig war. In diesem Zeitraum wurde er zweimal Vizemeister (1952 und 1955) und erreichte zweimal das Pokalfinale (1954 und 1955), das aber in beiden Fällen gegen Chivas’ Erzrivalen América verloren wurde. Nach seiner vorzeitigen Entlassung im Laufe der Saison 1955/56 blieb er zunächst in Mexiko und trainierte in der Saison 1956/57 den ebenfalls in Guadalajara ansässigen CF Atlas und in der Spielzeit 1957/58 den gerade in die Primera División aufgestiegenen CA Morelia. 1965 beendete Casullo seine Trainerkarriere in Diensten des CA Rosario Central.

## Erfolge
- Campeón de Campeones: 1948 und 1949 (mit León)
- Mexikanischer Meister: 1948 und 1949 (mit León)
- Vizemeister: 1947 (mit León), 1952 und 1955 (mit Guadalajara)
- Copa México: 1949 (mit León)
- Pokalfinalist: 1954 und 1955 (mit Guadalajara)